# Thelymitra luteocilium
Thelymitra luteocilium là một loài thực vật có hoa trong họ Lan. Loài này được Fitzg. miêu tả khoa học đầu tiên năm 1882.